# Новокараяшник
Новокараяшник — слобода в Ольховатском районе Воронежской области России.
Входит в состав Караяшниковского сельского поселения.

## География

### Улицы
- ул. Асфальтная
- ул. Заречная

## История
Первоначальные названия — хутор Вшивый и Новопокровка. Основана в начале XIX века переселенцами из слободы Караяшник. Входила в состав Острогожского и Россошанского (1923—1928) уездов.
В 1878 году в слободе была построена каменная Покровская церковь, в 1897 году — открыта церковно-приходская школа. В 1900 году в Новокараяшнике имелись два общественных здания и две мелочные лавки.

## Население
| 1900 | 1926  | 2007 | 2010 | 2012 |
| ---- | ----- | ---- | ---- | ---- |
| 1453 | ↗1533 | ↘245 | ↘201 | ↘192 |